# Latający lampion

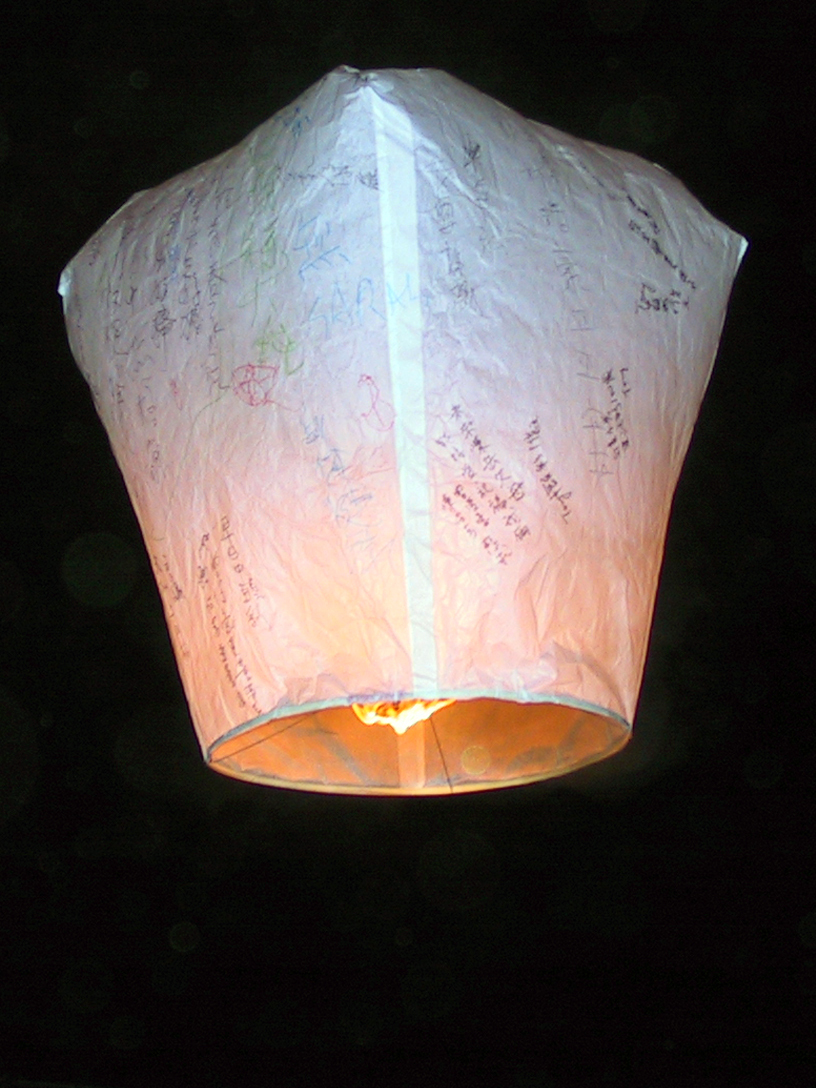
Latający lampion

Latający lampion (nazywany też lampionem szczęścia lub latarnią Kongminga) – mały papierowy balon wypełniony gorącym powietrzem, z otwartym dnem, gdzie umieszczone jest źródło ognia. Jego oryginalna nazwa chińska to tian deng (chiń. upr. 天灯; chiń. trad. 天燈; pinyin tiān dēng).
W Azji, gdzie tradycyjnie się je wytwarza, lampiony puszczane są z okazji różnych świąt lub dla zabawy. Według azjatyckich wierzeń, unoszący się w górę lampion zabiera ze sobą wszystkie troski i problemy, a ludziom przynosi szczęście i bogactwo. Ponieważ istnieje przekonanie, że lampiony mogą wywoływać pożary, a ich resztki szkodzić zwierzętom, w kilku krajach zostały one zakazane.

## Pochodzenie
Wynalazek ten tradycyjnie przypisuje się mędrcowi i strategowi wojskowemu Zhuge Liangowi (181–234 n.e.), zwanemu Kongmingiem. Kiedy podczas jednej z bitew został otoczony przez wrogie wojska, miał napisać na lampionie wezwanie o pomoc i wysłać go ponad oddziałami przeciwnika, dlatego też w Chinach latający lampion wciąż jest nazywany latarnią Kongminga (chiń. upr. 孔明灯; chiń. trad. 孔明燈; pinyin kǒngmíng dēng).

## Konstrukcja

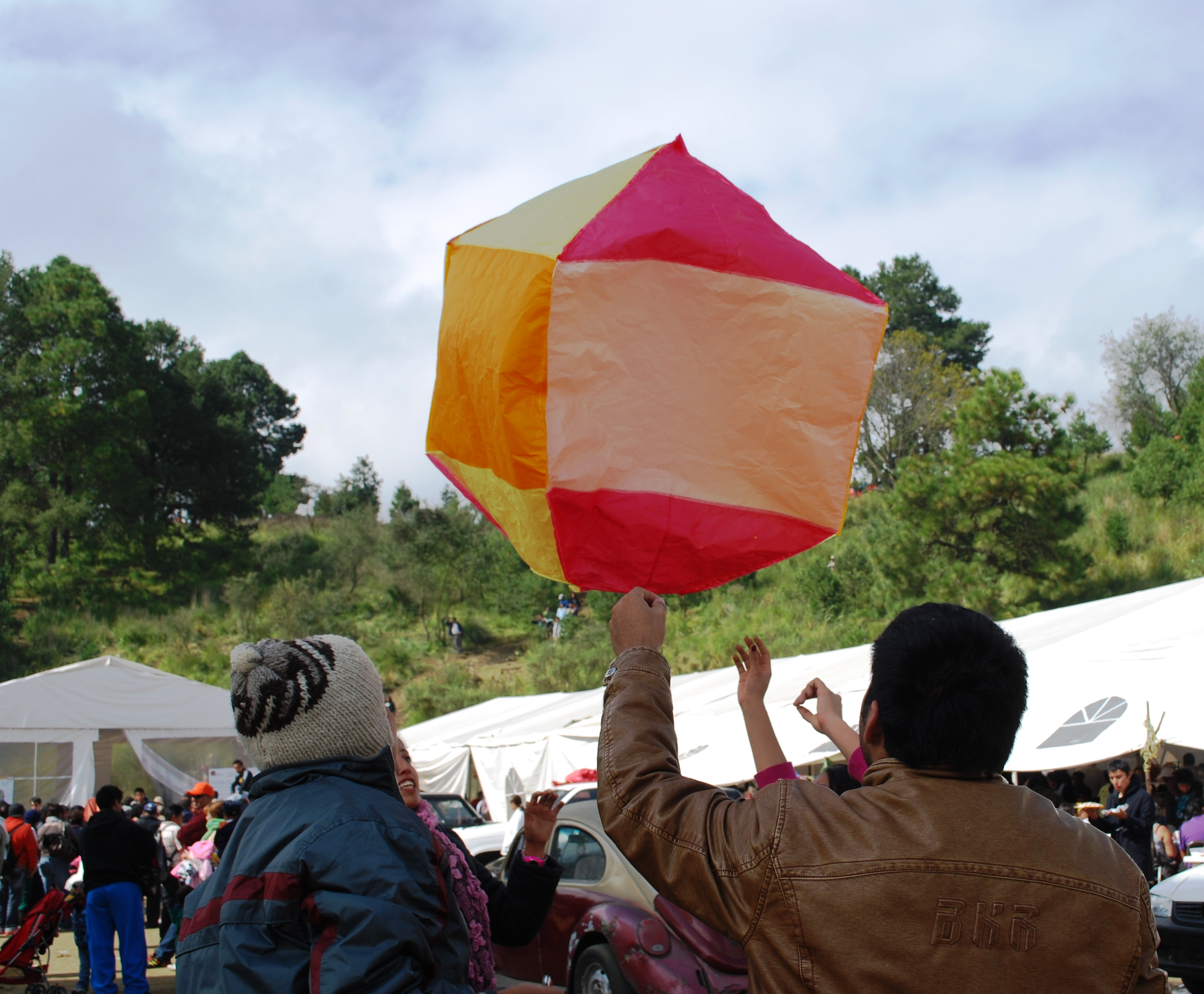
Puszczanie lampionu w Meksyku

Latające lampiony składają się zwykle z cienkiej papierowej czaszy, mierzącej od ok. 30 cm do nawet kilku metrów średnicy, której otwarta podstawa jest otoczona sztywną ramką. Pośrodku ramki umieszczone jest źródło ognia, który podgrzewa lampion. Kiedy powietrze wewnątrz zostanie dostatecznie ogrzane, lampion zaczyna unosić się w górę.
W Chinach i na Tajwanie lampiony tradycyjnie wytwarza się z papieru ryżowego oraz bambusa. Źródłem gorącego powietrza jest w nich mała świeczka lub łatwopalny woskowany papier. 
W Brazylii, Meksyku oraz innych krajach latynoamerykańskich buduje się je z łat kolorowego, cienkiego i prześwitującego papieru, nazywanego lokalnie „jedwabnym papierem”. Ich wygląd różni się od typowych lampionów także tym, że górna i dolna część ma kształt piramidy, podczas gdy środkowa jest sześcianem. Za „świecę” służy parafina lub żywica, ciasno zawinięta w szmatkę i związana drutem. 

## Zagrożenia

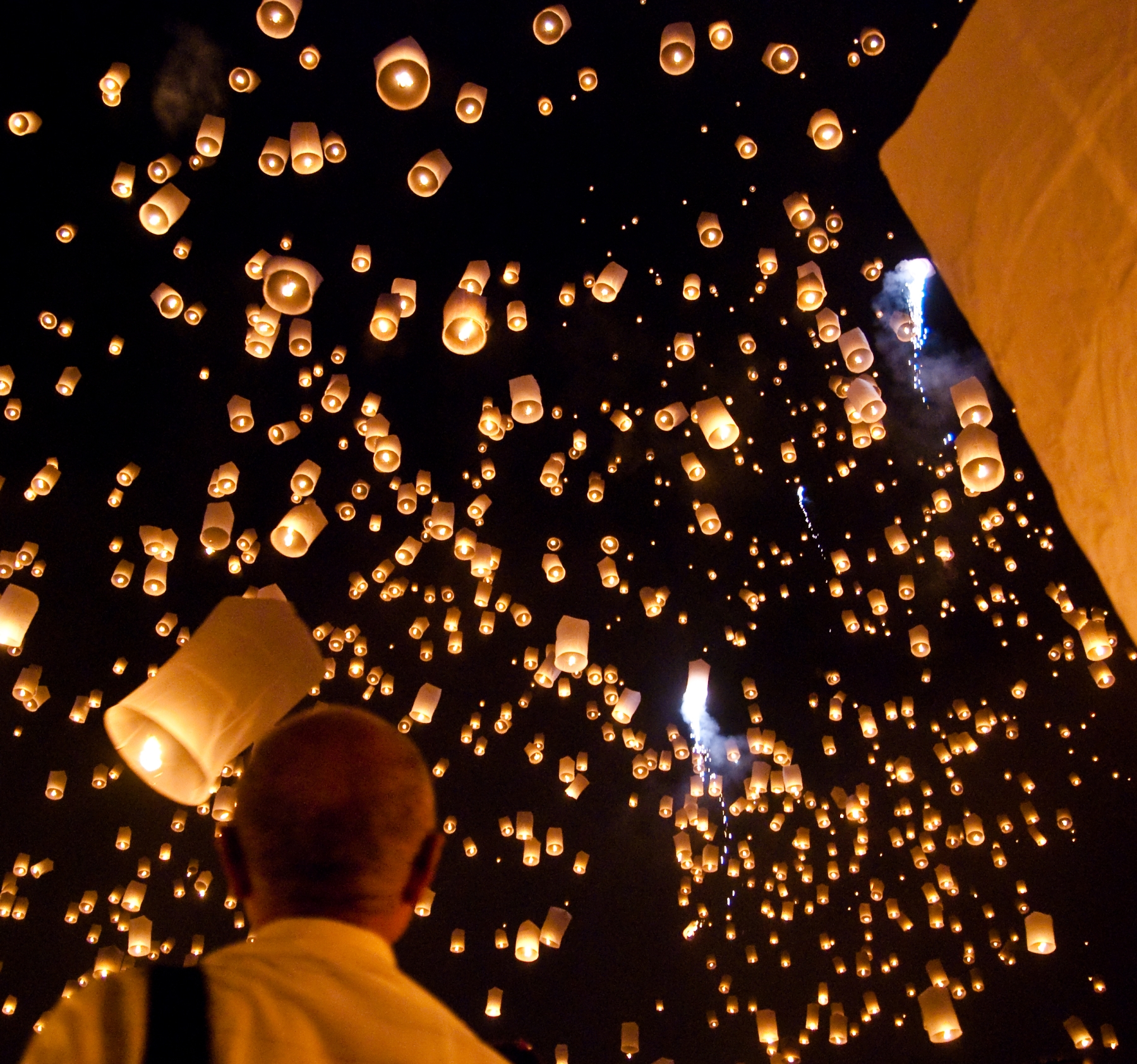
Festiwal lampionów w Tajlandii

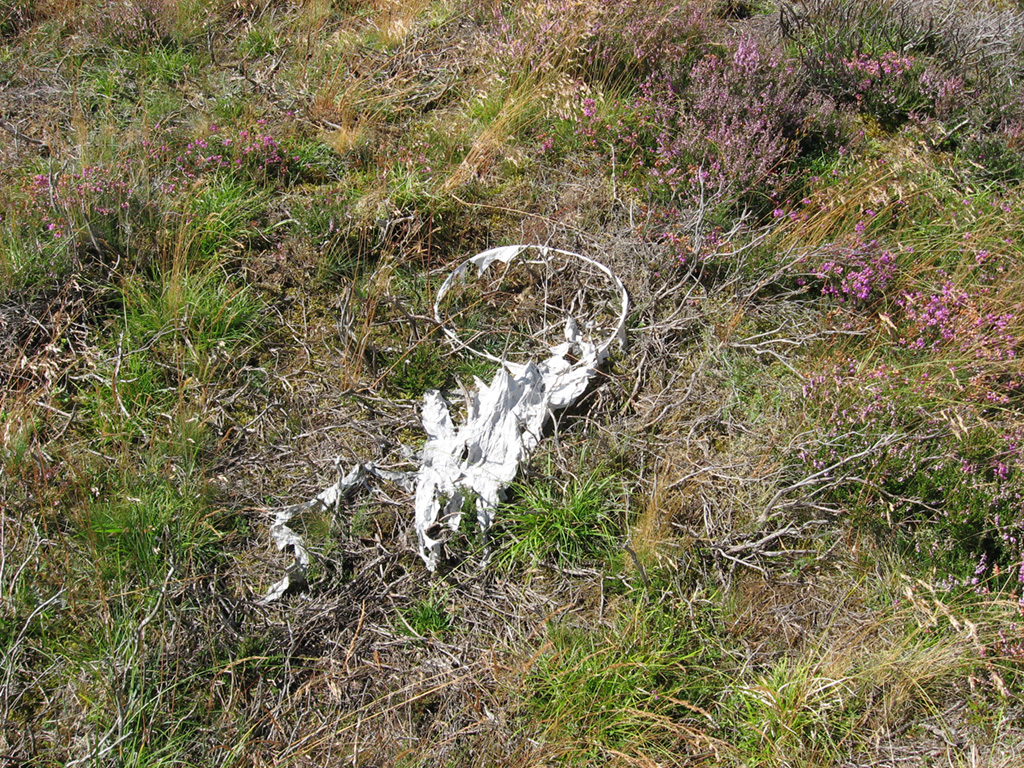
Pozostałości lampionu w obszarze chronionym w Szkocji

W związku z tym, że po wypuszczeniu lampionu w powietrze nie ma możliwości sterowania jego ruchem, uznaje się lampiony za niebezpieczne. Palący się jeszcze lampion może spaść na ziemię, stwarzając zagrożenie pożarowe. O ile pozostający w pozycji pionowej obiekt jest względnie bezpieczny (papier nie jest wystarczająco gorący, żeby się zapalić), to już zbytnie nachylenie, wywołane na przykład podmuchem wiatru, może zapalić jego papierową obudowę. Co prawda spali się ona w ciągu kilku sekund, ale jej żarzące się resztki mogą spaść na ziemię.
Ponadto po wypalonym lampionie opadają na ziemię jego metalowe szczątki, które mogą stanowić zagrożenie dla zwierząt. W 2009 roku brytyjskie przedsiębiorstwo Sky Orbs Chinese Lanterns zastosowało do budowy ramki lampionu biodegradowalny i ognioodporny sznur zamiast metalowego drutu. Podobnie postąpiło wielu innych europejskich producentów. W 2012 roku ta sama firma, w odpowiedzi na doniesienia o licznych pożarach spowodowanych przez lampiony, opatentowała również projekt ognioodpornej podstawy.
Z powodu zagrożeń, które niosą ze sobą latające lampiony, w kilku krajach zostały one częściowo lub całkowicie zakazane.
- W Austrii zabroniona jest ich produkcja, sprzedaż, import oraz dystrybucja[7].

- W Argentynie, Chile i Kolumbii zakazane jest ich wypuszczanie.

- W Brazylii puszczanie lampionów od 1998 roku jest traktowane jak przestępstwo ekologiczne zagrożone karą 3 lat pozbawienia wolności.

- 1 lutego 2011 roku Australia zakazała detalicznej sprzedaży lampionów, choć ich posiadanie i używanie jest legalne[8].

- Z powodu zagrożenia dla samolotów i nawigacji powietrznej, zabroniono ich używania w chińskim mieście Sanya[9].

- Na większości terytorium Niemiec puszczanie lampionów jest nielegalne, choć w niektórych miejscach, jak np. w Herford, można się starać o pozwolenie od lokalnych władz.

- W amerykańskim hrabstwie Kittitas latające lampiony zostały zabronione po pożarze, który spowodowały 20 czerwca 2013 roku[10].